# 纳米颗粒

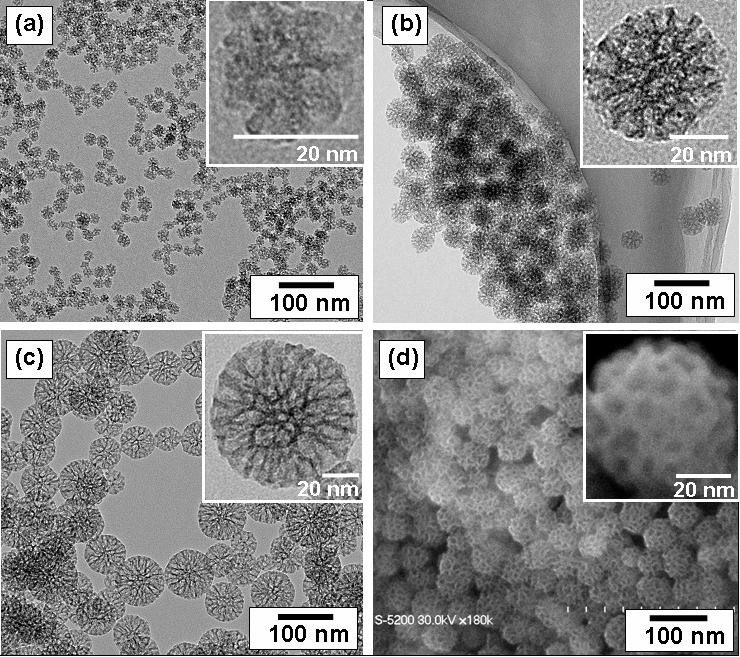
TEM (a、b和c)所製備的介孔二氧化矽(mesoporous silica)奈米顆粒的影像，平均外徑為：(a)20nm、(b)45nm、和(c)80nm。 SEM(d)對應於(b)的影像。 插圖是高倍放大的介孔二氧化矽顆粒。

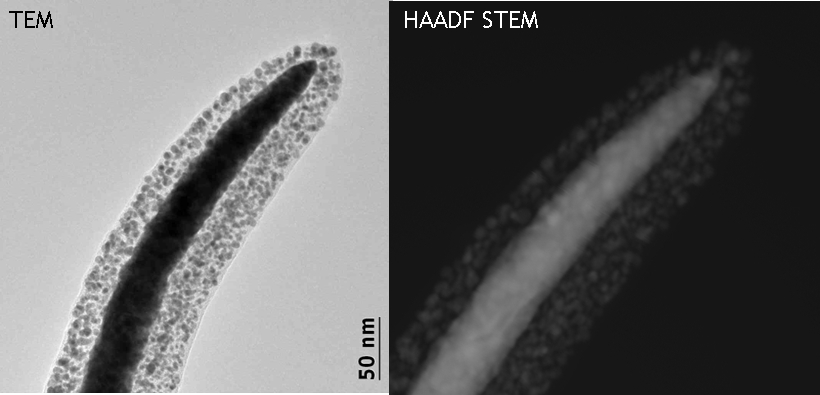
纳米颗粒的图片

纳米颗粒（nanoparticle），通常定義為直徑在1至100纳米 (nm) 之間的物質顆粒。小于10纳米的半导体纳米颗粒，由于其电子能级量子化，又被称为量子点。
纳米顆粒通常與微米顆粒(Microparticle)（1-1000 µm）、「細顆粒」("fine particles")（尺寸在100 到2500 nm 之間）、和「粗顆粒」("coarse particles" )（範圍在2500 到10,000 nm 之間）區分開來，因為它們的較小尺寸驅動著截然不同的物理或化學特性，如膠體性質和超快光學效應或電學性質。
由於更容易受到布朗運動的影響，它們通常不會像膠體顆粒那樣沉積，相反，膠體顆粒的粒徑範圍通常為1至1000nm。
纳米颗粒具有重要的科学研究价值，它搭起了大块物质和原子、分子之间的桥梁。大块物质的物理性质通常与大小无关，但是在纳米尺寸上却通常并非如此。一些和尺寸相关的物理性质被观测到，例如：半导体纳米颗粒的量子束缚，一些金属纳米颗粒的表面胞质共振（surface plasmon resonance），磁性材料的超顺磁性，400纳米金环，当外加磁场时，金环产生震荡电阻，这种现象称作磁阻效应，而这种效应明显和环的小尺寸有关。 类固体和软的纳米颗粒也被制造出来。脂质体是典型的具有类固体特性的纳米颗粒。
由于在生物医学，光学和电子等领域有多种潜在的应用，纳米颗粒研究目前是有强烈科学兴趣的领域。

## 定義

### 國際純粹與應用化學聯合會(IUPAC)
在2012年提出的生物相關聚合物術語中，國際純粹與應用化學聯合會(IUPAC)將纳米顆粒定義為「尺寸在 1 × 10−9 和 1 × 10−7 m 範圍內的任何形狀的顆粒」。 這個定義是由IUPAC在1997年所給出的定義演變而來。
在2012年的另一份出版物中，IUPAC將該術語擴展為包括僅二維低於 100 nm 的管和纖維。